# Saint-Forget
Saint-Forget – miejscowość i gmina we Francji, w regionie Île-de-France, w departamencie Yvelines.
Według danych na rok 1990 gminę zamieszkiwało 458 osób, a gęstość zaludnienia wynosiła 76 osób/km² (wśród 1287 gmin regionu Île-de-France Saint-Forget plasuje się na 833. miejscu pod względem liczby ludności, natomiast pod względem powierzchni na miejscu 610.).